# 加龙河畔凡尔登
加龍河畔凡尔登（法語：Verdun-sur-Garonne，法語發音：[vɛʁdœ̃ syʁ ɡaʁɔn]）是法国奥克西塔尼大区塔恩-加龙省的一个市镇，属于蒙托邦区。

## 地理
加龙河畔凡尔登（43°51'11"N, 1°14'9"E）面积36.26 平方千米，位于法国奧克西塔尼大區塔恩-加龙省，该省份为法国西南部内陆省份，北起顺时针与洛特省、阿韦龙省、塔恩省、上加龙省、热尔省和洛特-加龙省接壤。
与加龙河畔凡尔登接壤的市镇（或旧市镇、城区）包括：蒙贝基、圣萨尔多斯、贝桑斯、格里索勒、欧康维尔、马斯格勒尼耶、萨沃内斯、迪约庞塔勒、布亚克。

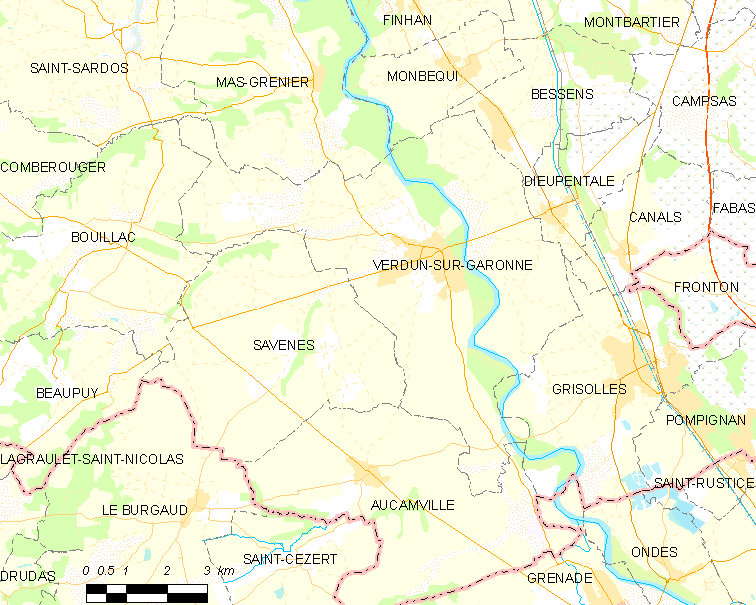
加龙河畔凡尔登的OSM定位图

加龙河畔凡尔登的时区为UTC+01:00、UTC+02:00（夏令时）。

## 图集

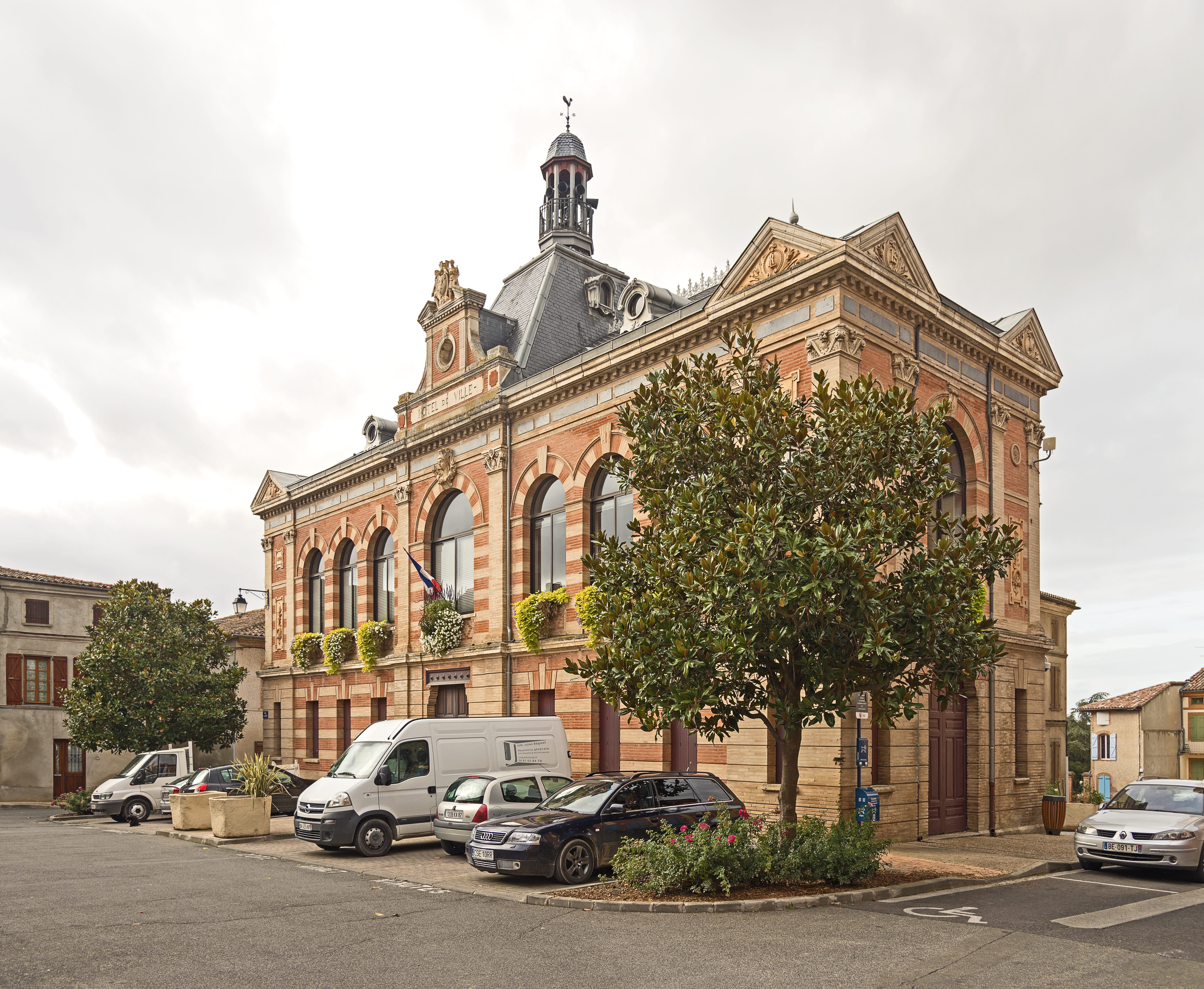
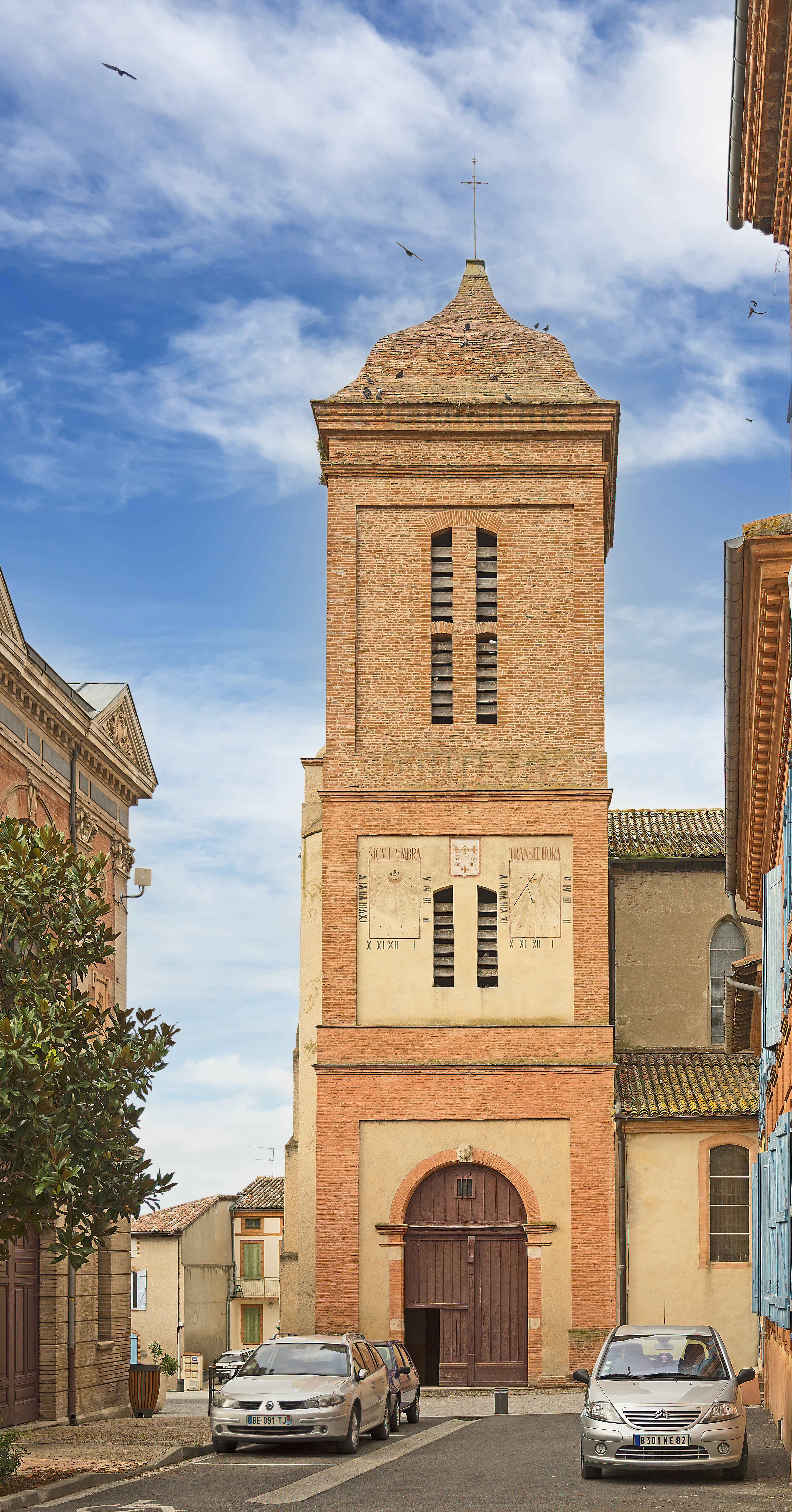
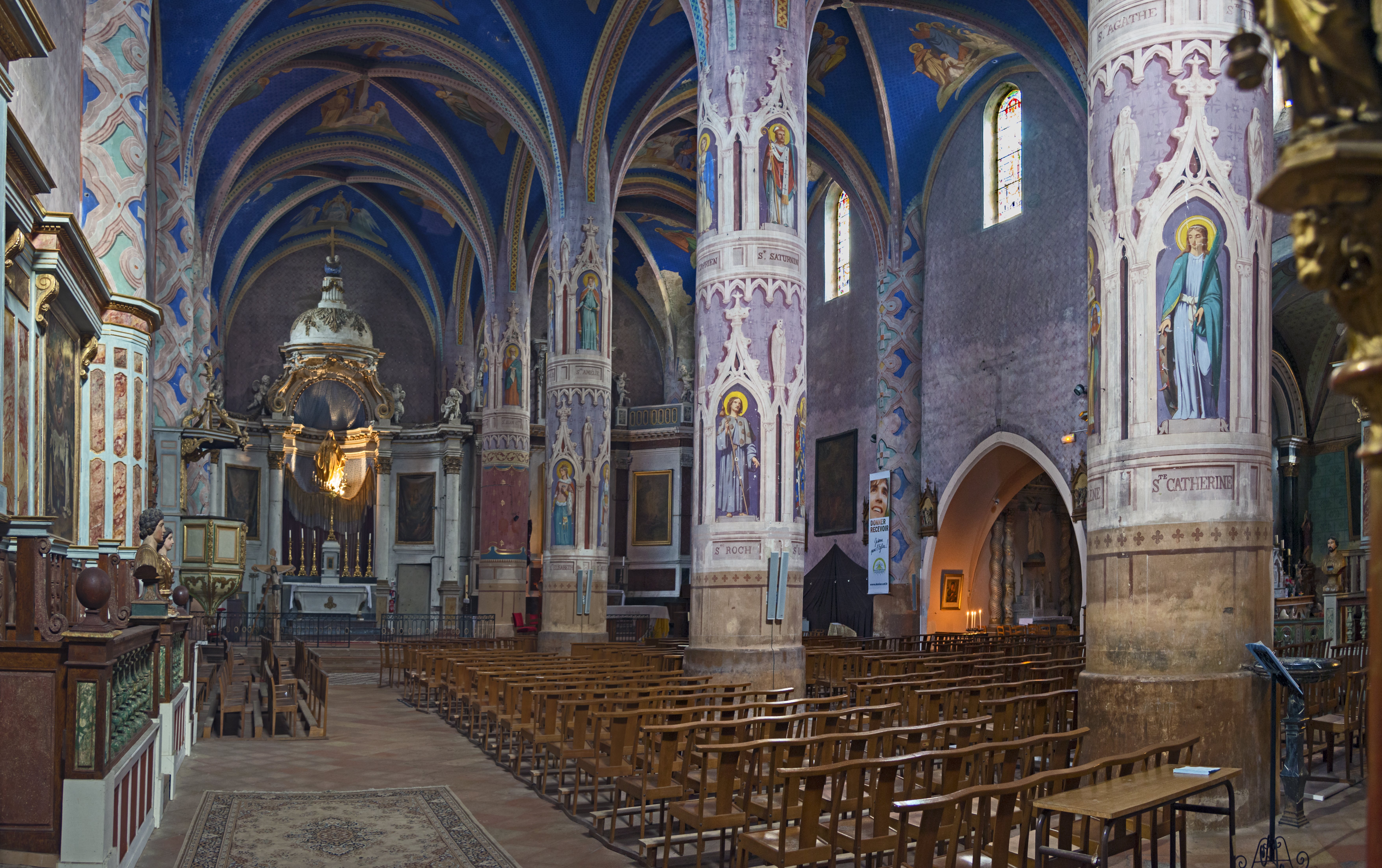
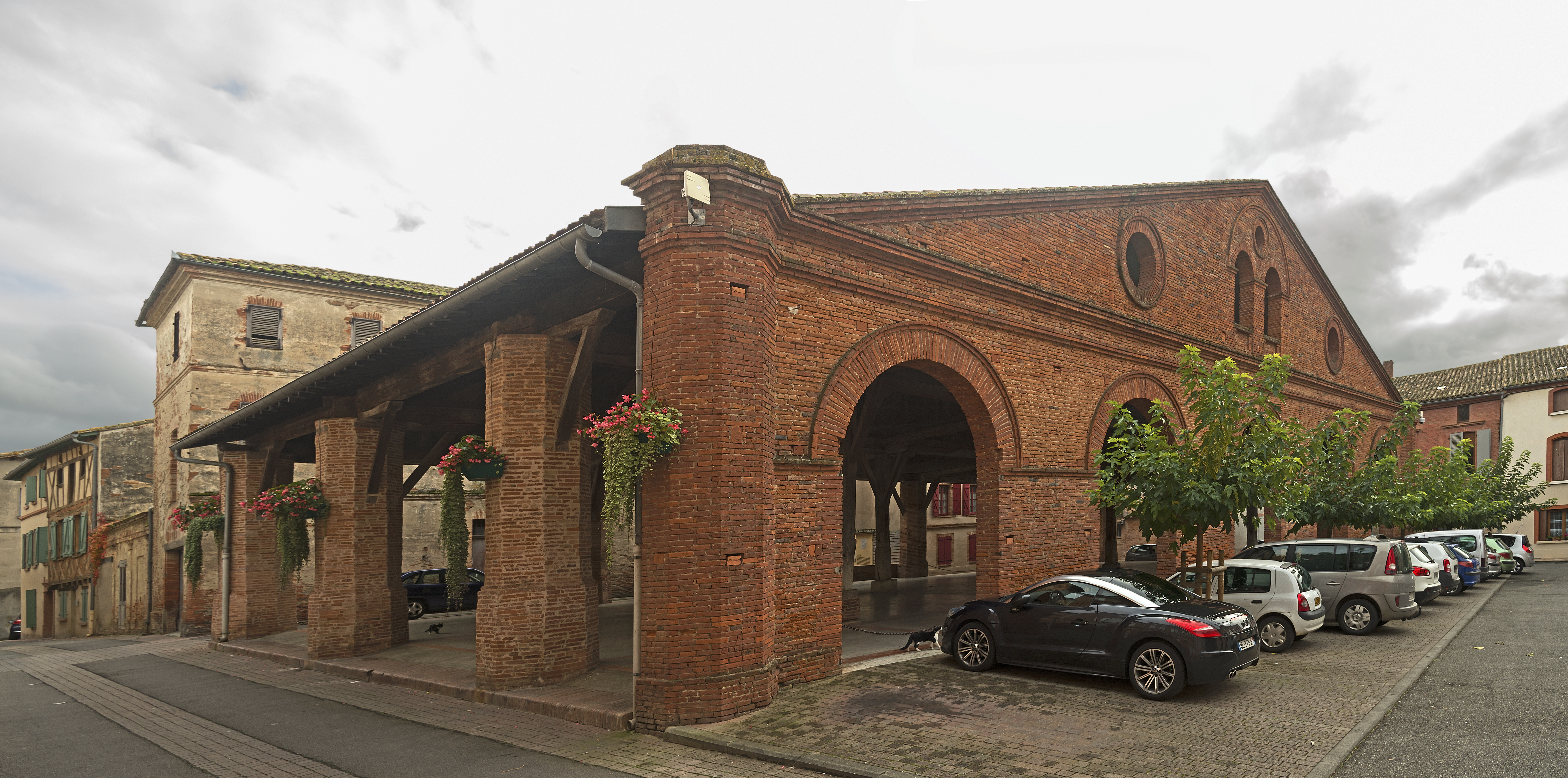

## 行政
加龙河畔凡尔登的邮政编码为82600，INSEE市镇编码为82190。

## 政治
加龙河畔凡尔登所属的省级选区为加龙河畔凡尔登县。

## 人口

1962-2008年间加龙河畔凡尔登人口变化图示

加龙河畔凡尔登于2022年1月1日时的人口数量为4914人。